# Rågsveden och Näset
Rågsveden och Näset war ein Småort in der Gemeinde Vansbro am Västerdalälven, Provinz Dalarna in Schweden. Der Ort ist seit 2015 nicht mehr eigenständig gelistet, da er mit Äppelbo faktisch zusammengewachsen ist. Die Einwohnerzahl war in den letzten dreißig Jahren ansteigend. Im letzten Bericht von 2010 wurden 134 Einwohner gezählt.